# カリノデンス
カリノデンス（学名: Carinodens）は、白亜紀に生息した絶滅したモササウルス科の属。属名は「竜骨の歯」を意味し、1969年にコンプレシデンス属（Compressidens、「押し潰された歯」の意）と命名されたが、この名前は既にクチキレツノガイ目に属する掘頭綱の軟体動物に使用されていた。
カリノデンスはグロビデンスの姉妹群であると広く考えられ、グロビデンス族に分類される。近縁属と同様にカリノデンスの歯は丸くずんぐりとしていて、原始的な二枚貝やカキの破砕に適していた。本属から知られる大半の頭蓋要素はオランダの堆積層から発見されており、唯一知られている頭部以降の骨格要素はヨルダンの末期マーストリヒチアンの堆積層から産出している。

## 形態
カリノデンスは全長約3.5メートルで、既知の属では最小のモササウルス科爬虫類の1つである。比較において情報が不足しているものの、グロビデンスに近縁とされる。ホロタイプ標本は不完全な右の歯骨からなり、後に言及された化石には乖離した複数本の歯がある。ホロタイプの歯骨は後側の歯だけが保存されており、より包括的な骨格要素が発見されるまで、本属の最も明快な特徴であるにも拘わらず、その歯列は不明なままであった。
歯の縮み具合と繊細な歯骨に基づき、カリノデンスは近縁属のグロビデンスと簡単に判別が可能である。
Russell (1967) では、当時コンプレシデンス属として知られていた本属について、化石が断片的であったゆえに形態がわずかに診断されている。
- 第1歯骨歯の前方に歯骨の小さな突起が存在する。
- 側方から見た際に中央の歯骨歯が両側的に二股に分かれて長方形に近く、頂点が尖る。
- 前方の歯の断面が円形で、頂点は強く湾曲して尖る。

### 歯

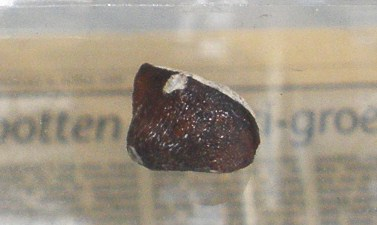
C. belgicus の歯

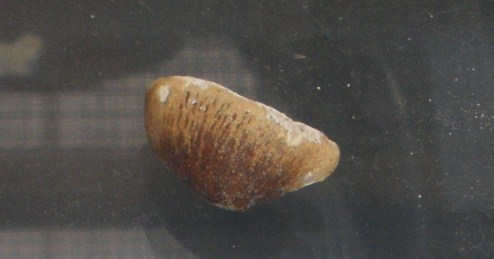
C. fraasi の歯

モササウルス科にしては珍しく、カリノデンスの歯は形状も大きさも異歯性を示す。歯槽は第8歯と第7歯の間で著しい小型化を示し、歯自体も第8歯と第7歯の間で大きさと形状が大きく変わる。これはグロビデンス・ダコテンシスの上顎骨歯やグロビデンス・アラバマエンシスの歯に類似する。前者はカリノデンスほど顕著ではないものの、第5歯と第6歯の間で同様の現象が見られる。

## 食性
カリノデンスは近縁属グロビデンスと同様に、硬い獲物を捕食したモササウルス科爬虫類であったと考えられている。カリノデンスの歯列の後側部位が比較的細長く、かつ歯冠が尖っており、食料の破砕に実質的に機能したのは後側の5本の歯だけであったことが示唆される。歯骨の前側部位は食料の破砕よりも捕獲と保持に用いられていた可能性が高く、Dollo (1913) では既にタイプ種の記載の際にその考えが提唱されている。カリノデンスの上顎骨は未発見であり、下顎と上顎の相互作用は未知のままである。
Dollo (1913, 1924) ではカリノデンスの食料の大半は棘皮動物が占めていたとされた一方、Lingham-Soliar (1990, 1999) では幅広い獲物を摂食していたとされた。後者の論文で列挙された獲物にはベレムナイト、オウムガイ、二枚貝、腹足類、ツノガイ類、腕足動物、棘皮動物、節足動物がいる。これらのグループはマーストリヒト付近の白亜紀の海では豊富に生息しており、この個体群の数ではカリノデンスの化石が少ないことを説明できない。そのため、カリノデンスはその生涯の多く深海で過ごし、浅海域を泳ぐことは少なかった可能性がある。

## 分類
Carinodens fraasi は1913年にルイ・ドロが初めて "Globidens" fraasi として記載・描写した。本種の歯がグロビデンスの歯よりもさらに縮んでいることから、彼は後に属を分離させて本種のために1924年にコンプレシデンス属を記載した。また、彼はかつてワニの誤って種と同定されていたボットサウルス・ベルギクス (Bottosaurus belgicus) を Compressidens belgicus とした。コンプレシデンスという属名は既に掘頭綱の軟体動物 に使用されていたため、Thurmond (1969) ではカリノデンスという属名が提唱された。
カリノデンスはグロビデンスの姉妹群としてモササウルス亜科グロビデンス族に置かれることが多い。以下のクラドグラムはグロビデンス族をカバーしており、Schulp et al. (2004) でグロビデンス族が取り上げられた進化適応のまとめに基づく。

|  | プログナトドン                                                |
|  |                                                               |
|  | \| \| グロビデンス \| \| \| \| \| \| カリノデンス \| \| \| \| |
|  |                                                               |
|  | グロビデンス                                                  |
|  |                                                               |
|  | カリノデンス                                                  |
|  |                                                               |

|  | グロビデンス |
|  |              |
|  | カリノデンス |
|  |              |

プログナトドンがグロビデンス族に置かれることに関しては論争が続いており、プログナトドン族の一部として基盤的モササウルス亜科とされることが多いことに注意されたい。
カリノデンス属の2種 C. fraasi と C. belgicus を区別する主要な特徴は歯列にあり、C. fraasi の歯は枝分かれしていない一方、C. belgicus の歯には先端が3つ存在する。ヨルダンから産出したカリノデンスの化石は、少なくとも24本の歯が本来の場所に残されたほぼ完全な頭骨、完全な一連の頸椎と複数の脊椎、両前ビレからなる。歯骨歯・上顎骨歯・前上顎骨歯に加え、小さな複数の翼状骨歯もまた同じ標本から発見されている。Kaddumi (2009) ではこの標本が記載されており、カリノデンス属の新種とされている。ヨルダンから産出した新種が示す歯骨の異歯性に基づき、これまで獲物と考えられていなかった生物がカリノデンスの獲物として仮説が立つ可能性がある。